# 明泉寺 (岐阜県垂井町)
明泉寺（みょうせんじ）は岐阜県不破郡垂井町にある阿弥陀如来を本尊とする浄土真宗大谷派の寺院で、山号は天龍山。岩手領主竹中氏ゆかりの寺。
永禄3年（1560年）に岩手城主竹中六郎左衛門重氏の弟竹中三郎左衛門重時が出家して法覚を名乗り、その父竹中重元の菩提を弔うため建立した。なお、竹中半兵衛重治は竹中重氏の孫にあたり、ここでいう竹中重元はその曽祖父にあたる。
歴代の住職は竹中氏が務めており、竹中氏の授受した書状や家譜などを所蔵している。10世住持の竹中元甫は竹中家を始めとした諸家の系譜や古文書をまとめた過現二世牒や地誌の三埜古領侍伝等の資料を著した。また、第二次大戦中の住職であった竹中彰元は宗門の方針に背いて反戦を唱えたことで知られる。